# چشمه کوره
چشمه کوره، روستایی از توابع بخش مرکزی شهرستان بیجار در استان کردستان ایران است.

## جمعیت
این روستا در دهستان خورخوره قرار دارد و براساس سرشماری مرکز آمار ایران در سال ۱۳۸۵، جمعیت آن ۱۸۴ نفر (۴۰خانوار) بوده‌است.
و نامگذاری این روستا به علت چشمه‌های زیاد و بی آب بوده که چشمه کوره یا همان چشمه خشک میباشد.ودر زبان کوردی گروسی کورکنی اسم می‌برند 